# Tintin nel paese dei Soviet
Tintin nel paese dei Soviet (Tintin au pays des Soviets) è il primo albo della serie a fumetti Le avventure di Tintin, ideate e disegnate dal belga Hergé.  Diversamente dagli episodi successivi, fu il solo a non essere ridisegnato per renderlo omogeneo con le successive edizioni che presentavano tavole a dodici vignette invece che a sei. La storia nasce come mezzo di propaganda anticomunista su richiesta del direttore del quotidiano ed Hergé si presta, in maniera quasi inconsapevole e senza conoscere direttamente la situazione che sarebbe andato a raccontare, basandosi principalmente sul romanzo Mosca senza veli di Joseph Douillet che dava una rappresentazione esasperata della realtà russa; Hergé dà così un ritratto del popolo sovietico coerente con lo stereotipo comune in quegli anni in Europa; successivamente, a seguito dell’esperienza maturata con questa prima storia, l’autore scriverà gli altri episodi soltanto dopo essersi documentato profondamente in prima persona.

## Genesi e sviluppo dell'opera
Herge ebbe i suoi primi approcci con l'arte del fumetto tra il 1926 e il 1929 con il suo primo personaggio, Totor, Chef de Patrouille des Hannetons, creato per il giornale belga Le Boy-Scout, che gli permise di rendere più professionale la rappresentazione grafica in modo da approcciarsi al nuovo personaggio, Tintin, con un disegno più affinato arrivando a ideare quel nuovo stile che prenderà il nome di Ligne Claire: segni netti, vignette pulite, tratti essenziali con disegni accurati e dettagliati.
Su commissione di padre Norbert Wallez, proprietario della rivista Le Vingtième Siècle, il 10 gennaio 1929, esordisce Tintin sull'inserto per ragazzi. Fu proprio Wallez a scegliere di fare di Tintin uno strumento di propaganda anti-sovietica. Oltre a Tintin e Milou vi sono numerosi personaggi secondari senza nome né caratteristiche ben definite e che compaiono per poche pagine; la maggior parte di loro è russa e interpreta i ruoli di avversari; le trame mostrano il mondo in modo semplice e chiaro. In una scena, ad esempio, un gruppo di comunisti si rivolge a un'assemblea di persone impegnata nel voto per alzata di mano, puntando sulla folla le loro armi. Nel redigere il fumetto, Hergé non ha avuto tuttavia l'opportunità di visitare le regioni nelle quali il protagonista si muove, né tanto meno di disporre di una documentazione adeguata e quasi tutti gli elementi contenuti nell'episodio fanno esplicito riferimento al romanzo Moscou sans voiles («Mosca senza veli») di Joseph Douillet, console Belga in Russia nella città Rostov-na-Donou. Questo libro fu fortemente osteggiato dal governo sovietico, come l'opera di Hergé che ne rappresenta la versione a fumetti. Hergé copiò interi passaggi del libro di Douillet del 1928, fortemente antisovietico; ne è di seguito riportata una citazione: «Il compagno comunista Oubiykone (presidente uscente del comitato esecutivo) pronunciò il suo discorso. Ecco in quali termini rimproverò la folla : "Tre liste sono candidate : una è quella del partito comunista. Coloro che si oppongono a questa lista alzino la mano ! ". Contemporaneamente Oubiykone e 4 dei suoi colleghi sfoderarono le loro pistole e le puntarono sulla folla dei contadini, tenendo in pugno l'arma con fare minaccioso. Oubiykone proseguì : "Dunque chi si dichiara contro questa lista ? Nessuno ? Dichiaro che la lista comunista vince all'unanimità. Di conseguenza è inutile esprimersi sulle altre due."». Un'altra citazione ispirò Hergè :
«In un paese dove c'erano dieci scuole, solo un liceo misto si sottomise al regime sovietico: i comunisti infatti riunirono maschi e femmine nella stessa scuola, con un intento immorale.». Inoltre:  «Ho lavorato preso un giornale (Le Petit Vingtième) il mio superiore era il redattore, al di sopra del quale vi era il reporter. E quest'ultimo, all'epoca in cui c'era la crociera gialla, a bordo della quale viaggiavano tutti quelli che giravano il mondo come Kessel, era il viaggiatore per eccellenza. Così ho voluto fare, di Tintin, un giornalista, anche lui destinato a girare il mondo. E per il suo primo viaggio, la cosa che mi ha colpito di più al momento, è stato quel paese, il cui eco terrificante e spesso contraddittorio ci ha raggiunto, che era la Russia sovietica.» Più tardi, Hergé si sarebbe documentato molto di più per ciascuna storia.

## Storia editoriale
La storia esordì sul settimanale Le Petit Vingtième tra il 10 gennaio 1929 e l'8 maggio 1930 e, successivamente, nel settembre dello stesso anno. L'albo sarà poi pubblicato sul settimanale cattolico Cœurs vaillants a partire dal 26 ottobre 1930.  L'8 maggio 1930, dopo che questo episodio finì di essere pubblicato sul Petit Vingtième, il giornale si servì della popolarità che aveva riscosso la storia e approfittandone per indire un concorso e coinvolgere gli appassionati. Il concorso prevedeva la partecipazione a una foto in costume con le maschere dei protagonisti del fumetto. Una folla si precipitò alla stazione nord di Bruxelles e, ripresa la scena, questa fu pubblicata nello stesso album.
La storia venne pubblicata sulla rivista a puntate di due pagine alla settimana e questo rese la narrazione molto frammentata, con il protagonista che alla fine di ogni puntata è in una situazione di pericolo dalla quale verrà tolto solo all'inizio di quella successiva. Questo fa sì che la trama sia poco omogenea e composta invece da tanti brevi episodi. Anche i disegni in bianco e nero hanno uno stile ancora ingenuo e questo spinse Hergé a rifiutare di far ristampare questa storia per circa quaranta anni.
Prima della guerra furono pubblicate 5 000 copie del fumetto Tintin au pays des Soviets. L'album fu il solo della serie a non essere ristampato da Casterman, secondo la volontà dell'autore. Il fumetto ben presto divenuto introvabile spinse numerosi collezionisti a pagare un ingente somma di denaro per averne una copia. Fu solo nel 1973, che il fumetto venne pubblicato sotto forma di un volume degli Archivi Hergé. Nel 1981, per contrastare pubblicazioni non autorizzate, il fumetto fu ristampato come fosse un vero e proprio fac-simile. In occasione del 70º anniversario di Tintin, l'editore Casterman, con l'autorizzazione della Fondazione Hergé pubblicò un numero sempre in bianco e nero, come una qualsiasi altra edizione, andando contro la volontà dell'autore che voleva che l'episodio fosse distinto dal resto della serie. Tintin au pays de Soviets non venne mai adattato al format televisivo.

### Edizione italiana
In Italia il fumetto venne pubblicato per la prima volta dalla casa editrice Comic Art nel 1990 diventando, con il passare degli anni, un volume molto ricercato dai collezionisti perché estremamente raro e quasi impossibile da trovare.

## Trama
Nella Russia stalinista, il giornalista Tintin e il suo cane Milou si recano a Mosca, impegnati in un reportage per Le Petit Vingtième. Informati della loro partenza, i russi inviano un agente segreto sullo stesso treno dei due protagonisti. Il convoglio viene fatto esplodere nel tentativo di uccidere il giornalista. Tintin scampa alla morte ma è accusato dalle autorità tedesche di aver causato l'attentato e condotto in prigione. Riesce a fuggire e a proseguire il suo viaggio fino in Russia. Qui viene braccato dalla Čeka prima e dalla GPU che tenta più volte di fermarlo e di ucciderlo. Una volta a Mosca, Tintin comprende che i dirigenti sovietici obbligano la popolazione ad accettare il regime, convincendola che solo i comunisti l'avrebbero salvata dalla miseria. Il giornalista si arruola nell'esercito sovietico per meglio comprenderne le tattiche, proprio nel momento in cui questo si appresta, in funzione propagandistica, a derubare del loro frumento i Kulaki, contadini arricchitisi grazie alla Nuova Politica Economica voluta da Lenin. Tintin riesce a nascondere parte del grano ed è per questo condannato a morte. Scappa rifugiandosi nelle regioni più a nord inseguito dalla polizia. Entra in una capanna che si rivela essere un rifugio segreto; fugge in aereo e giunge in Germania. Ancora una volta incalzato dalla polizia russa, viene infine salvato da Milou. Quando ha l'occasione di fare ritorno in Russia, ritenendo di non aver raccolto abbastanza informazioni, la sua auto esce di strada e l'uomo viene scaraventato fuori dal finestrino su un treno che lo riporta a Bruxelles, dove viene accolto come eroe.